# Mosaikevolution
Mosaikevolution ist ein Begriff aus der Evolutionsforschung und beschreibt die evolutionäre Veränderung von Merkmalen in einem oder mehreren Körperteilen ohne gleichzeitige Veränderungen in anderen Körperteilen. Nach diesem evolutionären Grundprinzip entwickeln sich die Merkmale, die ein Taxon ausmachen, unabhängig voneinander, beispielsweise zu unterschiedlichen Zeiten oder mit unterschiedlichen Geschwindigkeiten. Beispielsweise traten in der Stammesgeschichte des Menschen Veränderungen des Beckengürtels auf, die ein zweibeiniges Laufen ermöglichten, lange bevor es merkliche Änderungen in der Schädelform und der Gehirngröße gab. Besonders augenfällig zeigt sich Mosaikevolution an Mosaikformen (Übergangsformen), die Merkmale zweier Taxa wie in einem Mosaik miteinander vereinen, wie beispielsweise der „Urvogel“ Archaeopteryx oder das Schnabeltier. Gleichzeitige Auftreten von abgeleiteten (apomorphen) und ursprünglichen (plesiomorphen) Merkmalen im selben Organismus werden auch als Heterobathmie („Verschiedenstufigkeit“) bezeichnet.
Der Begriff Mosaikevolution wird außerdem verwendet, wenn abgeleitete und ursprüngliche Merkmale vertauscht vorkommen. Beispielsweise zeigt der frühe sauropode Dinosaurier Archaeodontosaurus ursprüngliche Zähne in Kombination mit einem abgeleiteten Kiefer. Bei anderen frühen Vertretern seiner Gruppe findet sich meist die umgekehrte Reihenfolge mit einem ursprünglichen Kiefer und abgeleiteten Zähnen.